# Mýraröxl
Mýraröxl är en kulle i republiken Island. Den ligger i regionen Norðurland eystra, 270 km nordost om huvudstaden Reykjavík. Toppen på Mýraröxl är 301 meter över havet.
Trakten runt Mýraröxl är nära nog obefolkad, med mindre än två invånare per kvadratkilometer. Närmaste större samhälle är Laugar, nära Mýraröxl. Trakten runt Mýraröxl består i huvudsak av gräsmarker.